# Сочинский международный кинофестиваль и кинопремии
Сочинский международный кинофестиваль и кинопремии «Ирида» (англ. Sochi International Film Festival & Awards — SIFFA, International independent film festival) — международный кинофестиваль, который создан российскими деятелями искусства. Проводился в России и Великобритании. На данный момент проводится в Лондоне. Второе название «Ирида» — в честь древнегреческой богини радуги. Учреждён в 2016 году по личной инициативе Любови Балаговой-Кандур.

## Учредители

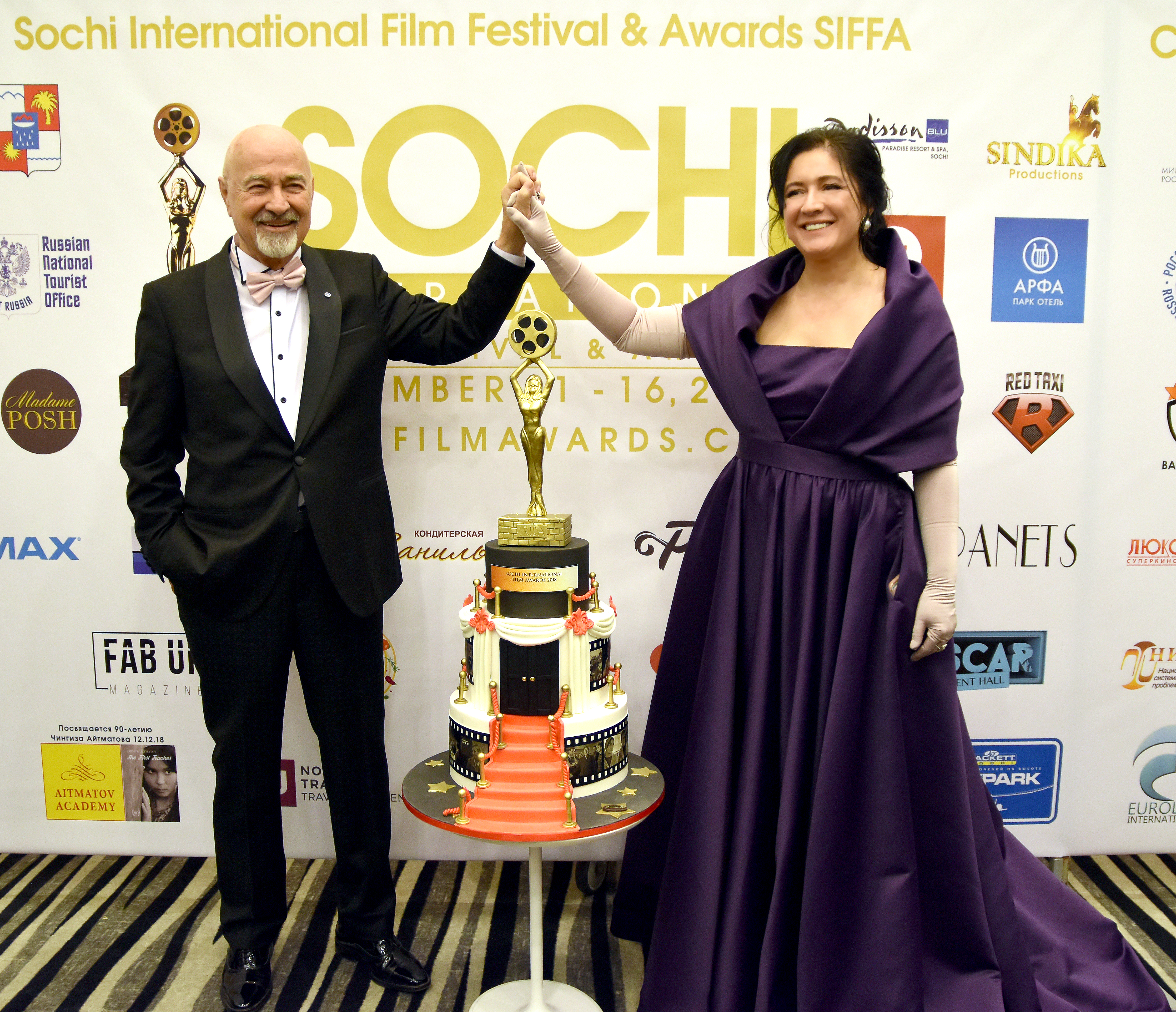
Люба Балагова и Мохи Кандур с тортом, созданным для Сочинского международного кинофестиваля и кинопремий на церемонии закрытия кинофестиваля

Учредитель и президент кинофестиваля SIFFA и SIFFA UK — Любовь Хазреталиевна Балагова-Кандур, кинопродюсер, киносценарист, победитель международных кинофестивалей, доктор филологических наук, академик АМАН. Соучредитель SIFFA — Мохи Кандур, супруг Любови Балаговой-Кандур, режиссёр и продюсер более ста художественных и документальных фильмов.

## История
Кинофестиваль родился в 2016 году, объявленным в России годом кино. Он создан по личной инициативе Любови Балаговой-Кандур, которая помогает отечественным кинематографистам интегрироваться в российско-британскую и мировую индустрию кино. Сначала в английской версии названия кинофестиваля значилась аббревиатура — SIFA (Sochi International Film Awards). Но в 2017 году добавилась ещё одна буква F — SIFFA (Sochi International Film Festival and Awards). Настоящая аббревиатура точнее отражает русское название кинофестиваля — Сочинский международный (открытый) кинофестиваль и кинопремии.
Кинофестиваль был задуман Любовью Балаговой-Кандур в 2010 году. В 2012 году она получила возможность обсудить этот проект с заместителем главы города Сочи Ириной Романец, когда она прилетела на XXX Олимпиаду в Лондоне. Ирина Романец приняла решение представить концепцию кинофестиваля главе города Сочи Анатолию Пахомову, и он поддержал данную инициативу.
В 2015 году создателям удалось обсудить проект с одним из меценатов, поддерживающим культуру России, сенатором от Кабардино-Балкарской Республики Арсеном Каноковым, который также с самого начала поддержал и до настоящего времени является генеральным партнёром проекта. В мае 2016 года Любовь Балагова-Кандур и Мохи Кандур впервые представили SIFFA в павильоне Роскино на Каннском кинофестивале. В этом же году Министерство культуры Российской Федерации включило новый кинофестиваль в план значимых мероприятий года кино, а администрация города Сочи определила кинофестиваль приоритетным проектом города Сочи.
С 2016 года SIFFA проводит кинофестивали в России и Великобритании, создавая благоприятные условия для внедрения российских кинематографистов в мировое киносообщество. Открывая свои павильоны и офисы, SIFFA продвигает российские фильмы и их создателей на престижных международных кинофестивалях.
Сочинский кинофестиваль SIFFA проходит при поддержке Министерства культуры РФ, Россотрудничества, а также  представителя правительства Кабардино-Балкарской Республики в Совете Федерации Арсена Канокова.

### Первый Сочинский Международный Кинофестиваль

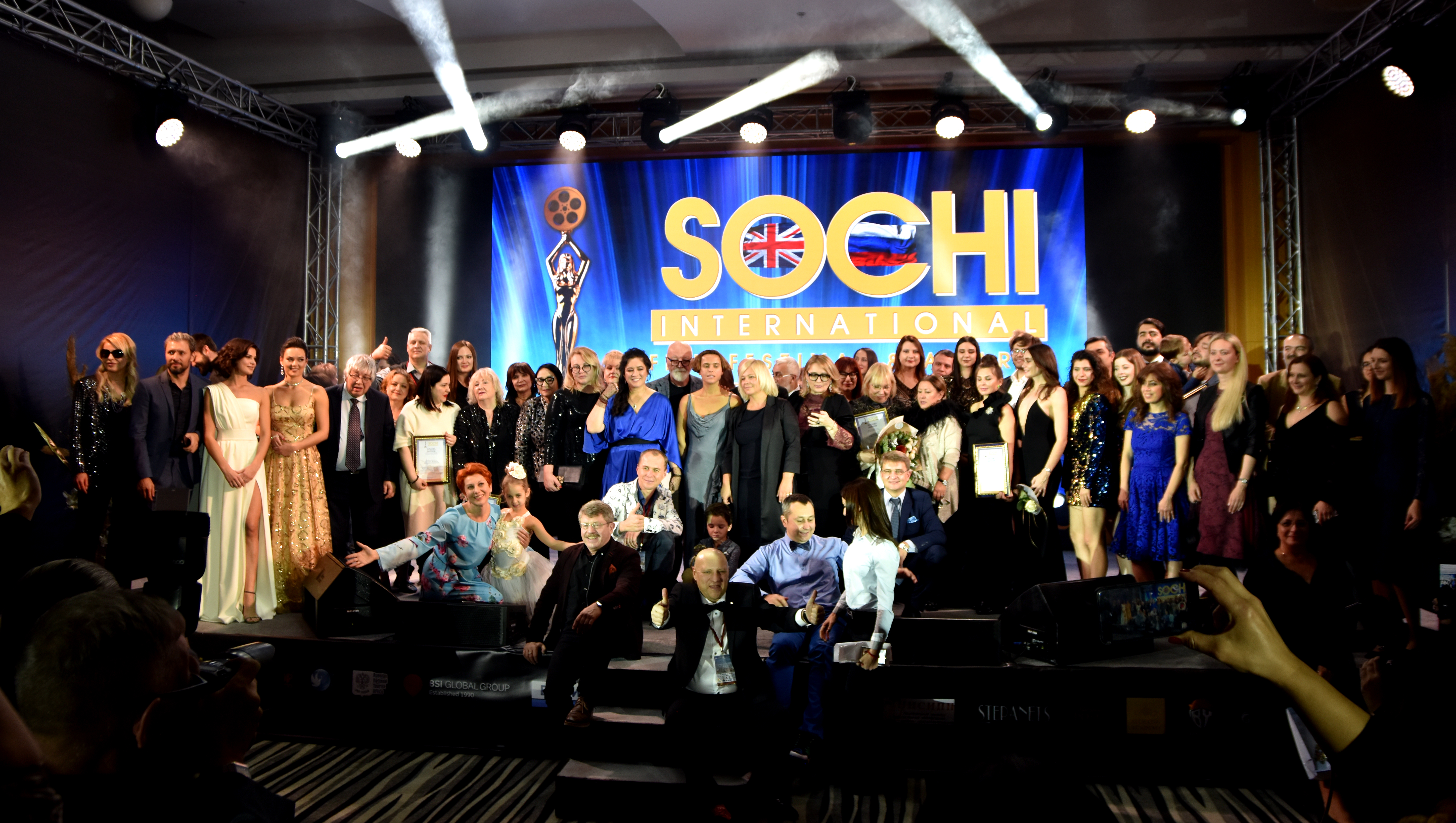
Участники и гости III Сочинского международного кинофестиваля и кинопремий на церемонии закрытия кинофестиваля

11 декабря 2016 года в отеле Radisson Blu Paradise Resort & Spa состоялось торжественное открытие первого Сочинского международного кинофестиваля «Ирида». В начале церемонии открытия кинофестиваля первым по красной дорожке прошёл глава города Сочи Анатолий Пахомов с супругой. Приветственные телеграммы в адрес организаторов и гостей фестиваля прислали известные кинематографисты и деятели искусств. Видеопоздравление прислал, к примеру, Эллиот Гроув учредитель и президент самого большого в мире независимого кинофестиваля в Европе Raindance Film Festival.
Фестиваль проходил на нескольких площадках в адлерском районе Сочи и в городских кинотеатрах Сочи. Все кинопросмотры и мастер-классы известных кинематографистов в рамках фестиваля SIFFA для жителей города проводились бесплатно.
В конкурсе участвовали 12 полнометражных фильмов из России, Великобритании, Грузии, Эстонии, Японии и других стран. Имена победителей были объявлены на церемонии закрытия кинофестиваля 15 декабря 2016 года.
Гран-при первого кинофестиваля завоевал российский фильм Эдуарда Бордукова «Коробка» — это картина 2016 года, снятая в жанре спортивной драмы. С того момента фильмы, удостоенные главных наград по решению международного жюри SIFFA, получали мировую дистрибуцию. Большинство победителей в разных номинациях также получили дальнейшее продвижение на престижных европейских кинофестивалях. В частности, Дженни Лу — режиссёр фильма «Администратор», завоевавшая гран-при на втором кинофестивале SIFFA, получила разрешение на дистрибуцию киноленты в Великобритании.
В феврале 2017 года SIFFA провёл ряд мероприятий в Лондоне и Челтенхаме, в их числе было продвижение фильма «Две женщины» российского режиссёра и известной актрисы Веры Глаголевой. Презентация SIFFA прошла в BAFTA (Британская академия кино и телевизионных искусств), где членам академии представили легендарных российских кинематографистов. В рамках SIFFA UK состоялось чествование трёх великих деятелей киноискусства: Алана Рикмана, Анджея Вайды и Владимира Зельдина. Выступали мэр Челтенхема Крис Райдер и вице-мэр Сочи Ирина Романец.
Российские фильмы также были показаны в кинозале крупнейшего банка Европы — European Bank for Reconstruction and Development (EBRD), где присутствовали почётные гости из семидесяти двух стран мира.
С 17 по 28 мая 2017 года команда SIFFA участвовала в работе Marché du Film Каннского кинофестиваля, открыв свой павильон, в котором город Сочи был впервые официально представлен как международная кинофестивальная столица. Здесь же SIFFA удалось создать открытую площадку для продвижения перспективных российских проектов для российско-британского и мирового сопроизводства. В Британском павильоне FILM UK руководство SIFFA провело пресс-конференцию. Мост, на котором стоит статуэтка Ириды, символизирует соединение, сопроизводство.
2 ноября 2017 года пресс-конференция SIFFA состоялась в Представительстве Россотрудничества в Великобритании. На пресс-конференции присутствовали известные британские кинематографисты, которым была представлена программа SIFFA и презентация города Сочи, а также возможности совместного кинопроизводства.

### Второй Сочинский Международный Кинофестиваль и Кинопремии

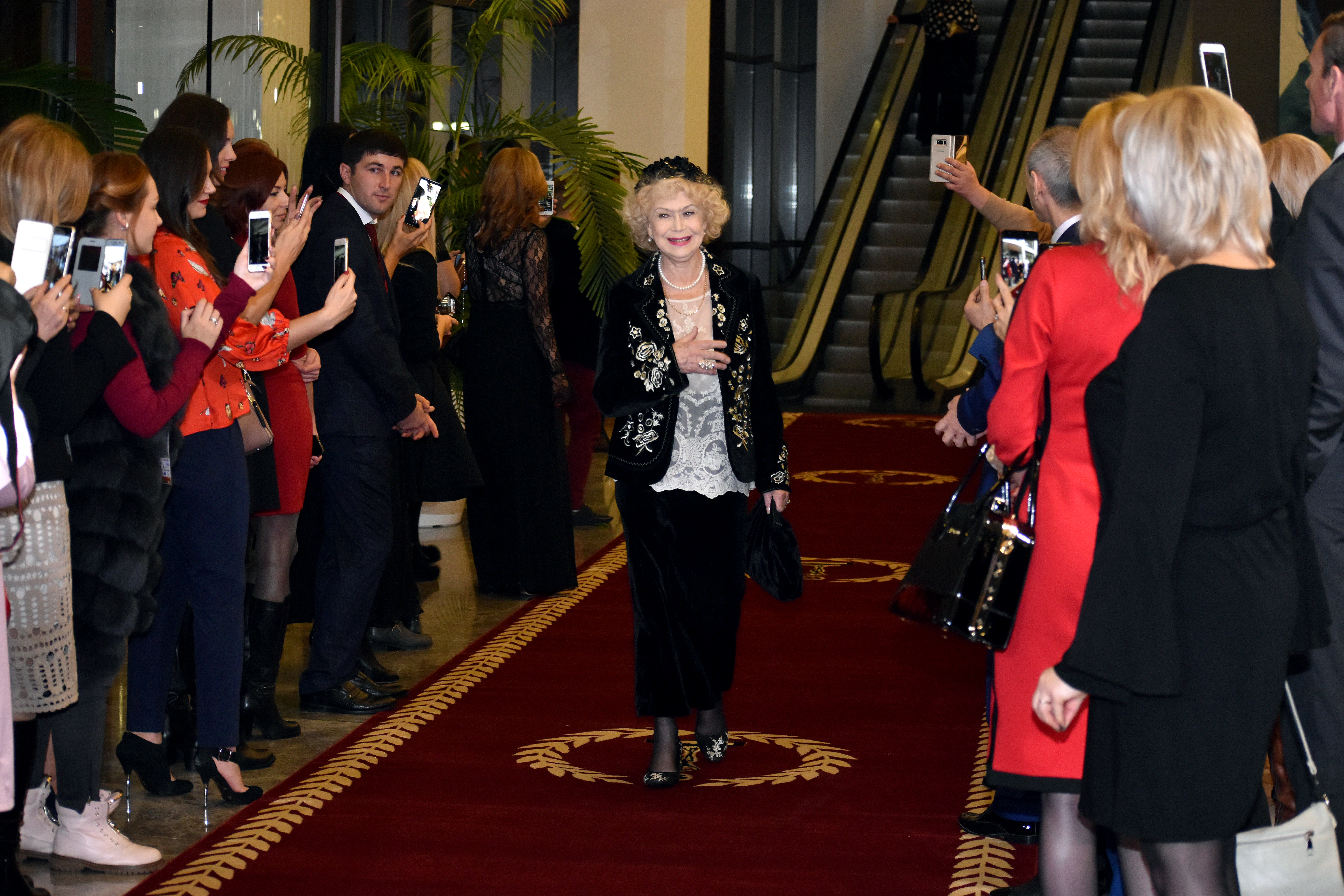
Актриса Светлана Немоляева на церемонии открытия III Сочинского международного кинофестиваля и кинопремий на церемонии закрытия кинофестиваля

В декабре 2017 года SIFFA прошёл в Сочи во второй раз, собрав оскароносных кинематографистов, таких как Роланд Жоффе, а также звезд российского и британского «небосклонов». В работе фестиваля приняли участие: актёр, кинорежиссёр, сценарист, продюсер и телеведущий Артём Михалков, народный̆ артист РСФСР  Александр Михайлов, Заслуженная артистка РСФСР Наталья Варлей, заслуженная артистка России  Светлана Тома, известный актёр театра и кино Ивар Калнышьн, Каша Мадера (Всемирная служба Би-Би-Си, Великобритания), модель и актёр Джек Лой (Великобритания)  и многие другие.
Деятели мирового кино дали высокие оценки новым работам российских кинематографистов, а также поддержали развернутую SIFFA PR-компанию фильма «Ставка на любовь» Артёма Михалкова. Премьера этой киноленты в Лондоне состоялась 23 марта 2018 в рамках SIFFA UK.

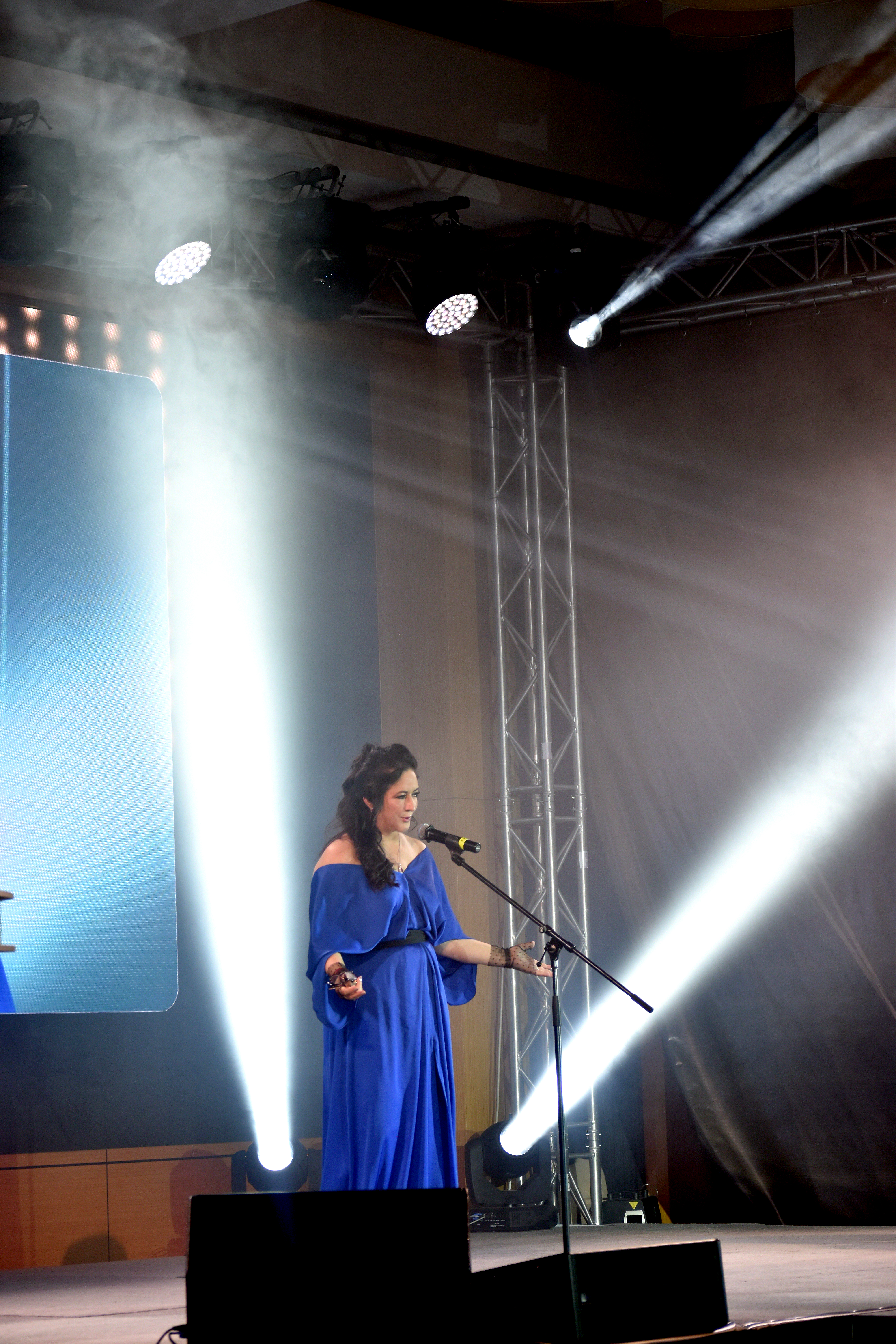
Президент Сочинского международного кинофестиваля и кинопремий Любовь Балагова на закрытии III SIFFA

В марте 2018 года, несмотря на политические сложности в отношениях между Россией и Великобританией, SIFFA собрал сотни представителей британского и мирового кинематографа на церемонию награждения SIFFA UK и показ фильма «Ставка на любовь» Артёма Михалкова.
23 марта на торжественной церемонии чествовали российских кинематографистов, российских дипломатов и бизнесменов. Среди гостей были Стивен Фрирз, Ник Нолти и другие звезды британского, российского и мирового кино. Артёма Михалкова награждал создатель Оксфордского Международного кинофестиваля Филлип Бергсон. Благодарственные письма «За поддержку кинофестиваля» были вручены руководителю Россотрудничества Элеоноре Митрофановой, представителю Россотрудничества в Великобритании Антону Чеснокову и директору туристического агентства «Visit Russia» Алексею Черепанову.
Несмотря на всего двухлетнюю историю фестиваля, события премии SIFFA UK широко освещались в средствах массовой информации Великобритании и мира. 12 миллионов подписчиков британской периодических изданий, интернет-изданий (Daily Mail Online, Sunday News и др.) и прессы других стран читали о кинособытиях, происходивших в центре Лондона в гостинице «Сохо».
С момента своего создания в 2016 году SIFFA проводится при поддержке Администрации города Сочи. С 2017 года проект поддерживает Представительство Федерального агентства по делам Содружества Независимых Государств, соотечественников, проживающих за рубежом, и по международному гуманитарному сотрудничеству (Россотрудничество) в Великобритании.
Учредитель Raindance и British Independent Film Awards Эллиот Гроув поддерживает кинофестиваль с 2016 года в качестве творческого партнёра.

### Третий Сочинский Международный Кинофестиваль и Кинопремии
11 декабря 2018 года в Олимпийском парке Сочи в фестивальном зале отеля Radisson Blu Paradise Resort & Spa состоялась торжественная церемония открытия III Сочинского Международного Кинофестиваля и Кинопремии (SIFFA-2018). Церемонию предваряла пресс-конференция, на которой выступили президент и учредитель SIFFA Любовь Балагова, сопредседатели жюри основного конкурса – народная артистка РФ и режиссёр Елена Цыплакова, режиссёр, продюсер, сценарист Мохи Кандур (Великобритания), а также сопредседатели жюри конкурса короткометражных и документальных фильмов – заслуженный деятель искусств РФ, режиссёр, продюсер Темина Туаева, продюсер Ешим Гузельпинар (Великобритания-Турция).
Любовь Балагова-Кандур, Светлана Немоляева, Лариса Лужина, Ия Нинидзе, Александр Галибин, Катя Семёнова, Ирина Лачина, Элеонора Шашкова открывали кинофестиваль. От имени Главы города Сочи Анатолия Пахомова приветственный адрес участникам и гостям фестиваля зачитала исполняющая обязанности вице-мэра Марина Вартазарян.
Свои работы на фестивале представляли кинематографисты из 19 стран, включая Россию, Великобританию, Канаду, США, страны Евросоюза. В 2018 году SIFFA проходил под эгидой мирового женского движения. Большинство членов жюри – женщины, а треть конкурсных фильмов – работы женщин-режиссёров.
Марина Вартазарян вручила президенту SIFFA Любови Балаговой специальный приз мэра Сочи за выдающиеся достижения в области кино и значительный вклад в укрепление репутации Сочи как международного центра кинематографии – скульптуру двуглавого овна.
Почётным дипломом «за выдающийся вклад в киноискусство и продвижение  кинофестиваля SIFFA» Любовь Балагова наградила Елену Цыплакову. А Светлана Немоляева была удостоена специального фестивального приза за вклад в киноискусство. Кроме почётных дипломов юбиляры получили ювелирные  украшения от члена жюри, актрисы Агнессы Зелтыни из Литвы.
Главный приз кинофетиваля получил фильм «Горизонт» режиссёра Тинатин Каджришвили (2018, Грузия-Швеция). Специальный приз – «Не чужие», режиссёр Вера Глаголева (2018, Россия).
Специальный диплом жюри «за неординарное совмещение жанров» – Анна Яновская,   режиссёр дебютной полнометражной киноленты «Интересная жизнь» (2018, Россия).
Приз за лучшую режиссёрскую работу – Владимир Алеников, режиссёр фильма «Странники терпенья» (2018, Россия).
Приз за лучший сценарий – Майкл Боккалини, Майкл Кобурн, Че Грант, Кью Лин, написавшие сценарий для киноленты «Любовь… возможно» (2018, Великобритания).
Приз за лучшую операторскую работу – Святослав Булаковский, оператор фильма «Пилигрим» (2018, Россия).
Приз Веры Глаголевой за лучший дебют – Владимир Битоков из Кабардино-Балкарии, режиссёр фильма «Глубокие реки» (2018, Россия).
Приз за лучшее исполнение мужской роли – актер Алексей Юдников, исполнитель главной роли в кинокартине «Интересная жизнь».
Приз за лучшее исполнение женской роли – польская актриса Майя Сопа, сыгравшая главную роль в фильме «Странники терпенья».
Приз за лучшую работу художника-постановщика — Георгий Гордзамашвили, художник-постановщик киноленты «Горизонт».
Приз за лучшую музыку – композитор Алексей Айги, создавший музыку для фильма Александра Баршака «Пилигрим».
Приз за лучшие костюмы – Анни Куртис-Джонс, Маргарет МакМастерс, Стэнли МакМастерс, художники по костюмам фильма режиссёра Майкла Редвуда«Св. Екатерина Синайская» (2018, Великобритания).
Основные номинанты получили позолоченные статуэтки  богини радуги Ириды, созданные московским скульптором и художником Ириной Лагошиной.

###### Итоги конкурса документального кино
Лучший документальный фильм — «Одна из тысячи», режиссёр Сара Мани (2018, Афганистан–Франция) — «за высокий профессионализм, мужество, объективность и принципиальность в защите прав человека и поддержке мирового женского движения».
Специальное упоминание жюри — «Исчезновение акул», режиссёр Роб Стюарт (2018, Канада) — «за яркое послание человечеству и гражданский подвиг автора».
Принципиальный защитник природы и морских обитателей Роб Стюарт погиб в прошлом году во время подводных съёмок.

###### Итоги конкурса короткометражных фильмов
Лучший короткометражный фильм — «Чёрная Мамба», режиссёр Амель Геллати (2018, Тунис).
Специальное упоминание жюри:
- «Крик»,     режиссёр Тома Стэнко (2018, Россия–Грузия) – «за яркую     кинематографическую выразительность, гуманизм и милосердие в исследовании     человеческой судьбы».
- «Верка-фуэте»,     режиссёр Инна Щербань (2017, Россия–Испания) – отмечена     актриса Анна Нахапетова «за вдохновенный фламенко при воплощении     идеи фильма».

###### Призы президента SIFFA
- Лидии Григорьевой, режиссёру     короткометражки «Кандинский океан» (2018, Великобритания) – «за визуализацию поэзии в кино»;
- Анастасии Разлоговой, продюсеру российской документальной ленты «Хочу служить» (режиссёр Анджей Петрас) – «за бесстрашный поиск новых жанровых конфигураций «по ту сторону игровой и неигровой»;
- Сусанне Альпериной, продюсеру документального фильма «Into_нация большой Одессы» режиссёра Александра Бруньковского (2018, Россия-Украина) – «за     художественное воплощение единства глобального и локального».

Приз президента кинофестиваля за вклад в созидание моста мира через культуру между странами и народами  заслужила сопредседатель жюри SIFFA, продюсер Ешим Гузельпинар (Турция-Великобритания).
Главная награда президента SIFFA – позолоченная статуэтка «Ирида» – досталась дочери и внучке Веры Глаголевой  – Анне Нахапетовой и Полине Семачёвой, а также продюсеру Наталье Ивановой, которая закончила работу над последним фильмом Веры Глаголевой «Не чужие».
Все трое были награждены «за вдохновенное преодоление власти времени в полете творчества».

###### Дипломы дирекции SIFFA
Две диплома дирекции SIFFA получили от вице-президента кинофестиваля Чарльза Стюарта:
- Омюр Атай, режиссёр фильма «Братья» (2018, Турция-Болгария-Германия) – «за глубокое исследование психологии семейных взаимоотношений».
- Светлана Музыченко, режиссёр киноленты «Главный грек Российской империи» (2018, Россия) – «за сохранение культурного наследия и исторической памяти».

###### Специальные дипломы прессы
- Костадин Бонев,     режиссёр     полнометражного фильма «Вдали от берега» (2018, Болгария–Украина) – «за     раскрытие вечной темы: конфликта между творческой личностью и властью».
- Игорь     Поплаухин, режиссёр     короткометражного фильма «Календарь» (2018, Россия) – «за освещение     актуальной темы: праве современной женщины выйти за рамки повседневности».
- Светлана     Стасенко,      режиссёр документального фильма «Курс молодого шамана» (2017, Россия–США)     – «за раскрытие простым языком мистической темы и показ традиций народов     России».

## Программа
Конкурсная программа SIFFA — Сочинского международного кинофестиваля и кинопремий представлена секциями:
• Полный метр (Основной конкурс)
• Короткий метр
• Документальное кино
Внеконкурсная программа
• Показ внеконкурсных фильмов;
• Ретроспективные показы;
• Программа российского и британского кино, а также иного иностранного кино;
• Мастер-классы и творческие вечера с участием кинодеятелей

## Жюри
2016
Эллиот Гроув — кинорежиссёр, сценарист, учредитель международного кинофестиваля независимого кино Raindance и British Independent Film Awards
Вера Глаголева, Народная артистка России, кинорежиссёр, член Европейской киноакадемии.
Ираклий Квирикадзе, кинорежиссёр, сценарист, Залуженный артист Грузии
Карл Бардош, кинорежиссёр, продюсер, профессор.
Нил Маккартни, кинорежиссёр
Лоуренс Фолдс, кинорежиссёр, сценарист, продюсер.
Ольга Будина, актриса театра и кино.
Сергей Новожилов, ответственный секретарь Союза кинематографистов России и Гильдии киноведов и кинокритиков.
2017
Роланд Жоффе, кинорежиссёр, сценарист и продюсер.
Светлана Тома, актриса театра и кино. Заслуженная артистка России, Народная артистка Молдовы
Мохи Кандур, кинорежиссёр, сценарист и продюсер
Сергей Шолохов, журналист, телеведущий, академик киноакадемии «Ника»
Алексей Пищулин, художник, режиссёр и продюсер.
Вадим Цаликов, кинорежиссёр, сценарист, художник.
Артём Михалков, актёр, кинорежиссёр, сценарист, продюсер и телеведущий.
Анна Яновская, актриса театра и кино.

## Призы
Премия Сочинского международного кинофестиваля и кинопремий SIFFA представляет собой изящную позолоченную статуэтку богини Ириды, вестницы олимпийских богов, посредницы между богами и людьми, разгоняющей облака и приносящей радугу, в интерпретации символики кинофестиваля — держащую в высоко поднятых руках киноплёнку. Призы SIFFA вручаются по следующим номинациям::
- Лучший игровой фильм — Best feature film
- Лучший документальный фильм — Best documentary film
- Лучший короткометражный фильм — Best short film
- Лучший продюсер — Best producer
- Лучший режиссёрская работа — Best directing
- Лучшая операторская работа — Best cinematography
- Лучший дизайн костюма — Best costume design.
- Лучшая актриса — Best actress
- Лучший актёр — Best actor
- Лучший сценарий — Best screenplay
- Лучшая работа художника-постановщика — Best production design
- Лучшая музыка — Best music

### Специальные награды
- Приз Президента SIFFA. Цель награждения — выделить фильм, наиболее соответствующий концепции кинофестиваля и идее создания «моста», объединяющего страны и народы.

В 2016 году эту награду получил британский фильм «Подведение итогов» режиссёра Мейва Мерфи («Taking Stock» by Maeve Murphy).
В 2017 году награду получил лучший актёр южнокорейского фильма «Нагорная проповедь» Baek Seo-Bin (Sermon on the Mount by Younguee Yoo; Baek Seo-Bin)
- Приз Веры Глаголевой — VERA GLAGOLEVA SIFFA AWARD. Цель награждения — увековечить память первого председателя жюри Сочинского Международного Кинофестиваля.

16 декабря 2017 года на церемонии закрытия второго кинофестиваля эту награду получил Константин Фам за короткометражный фильм «Скрипка». Вручали первую награду дочь Веры Глаголевой Анна Нахапетова и президент SIFFA Любовь Балагова-Кандур.